# Winona Closterman
Winona Closterman (15 septembre 1877, Cincinnati – 23 juillet 1944) est une joueuse de tennis américaine de la fin du XIXe siècle et début du XXe siècle.
En 1902, elle a atteint la finale de l'US Women's National Championship en double dames, associée à Maud Banks.
Winona Closterman s'est aussi illustrée au tournoi de Cincinnati, remportant le simple dames en 1901 et 1903.

## Palmarès (partiel)

### Titres en simple dames
| No | Date | Nom et lieu du tournoi            | Catégorie | Surface    | Finaliste         | Score         |  |
| -- | ---- | --------------------------------- | --------- | ---------- | ----------------- | ------------- |  |
| 1  | 1901 | Cincinnati tournament, Cincinnati |           | Dur (ext.) | Juliette Atkinson | 6-2, 8-6, 6-1 |  |
| 2  | 1903 | Cincinnati tournament, Cincinnati |           | Dur (ext.) | Myrtle McAteer    | 6-1, 5-7, 6-4 |  |

### Finales en simple dames
| No | Date | Nom et lieu du tournoi            | Catégorie | Surface    | Vainqueure     | Score    |  |
| -- | ---- | --------------------------------- | --------- | ---------- | -------------- | -------- |  |
| 1  | 1902 | Cincinnati tournament, Cincinnati |           | Dur (ext.) | Maud Banks     | 6-2, 6-1 |  |
| 2  | 1904 | Cincinnati tournament, Cincinnati |           | Dur (ext.) | Myrtle McAteer | 7-5, 6-3 |  |

### Titre en double dames
| No | Date | Nom et lieu du tournoi           | Catégorie | Surface    | Partenaire   | Finalistes                 | Score    |  |
| -- | ---- | -------------------------------- | --------- | ---------- | ------------ | -------------------------- | -------- |  |
| 1  | 1903 | Cincinnati tournament Cincinnati |           | Dur (ext.) | Carrie Neely | Myrtle McAteer Marie Wimer | 6-3, 8-6 |  |

### Finales en double dames
| No | Date       | Nom et lieu du tournoi                 | Catégorie | Surface      | Vainqueures                      | Partenaire     | Score                   |          |
| -- | ---------- | -------------------------------------- | --------- | ------------ | -------------------------------- | -------------- | ----------------------- | -------- |
| 1  | 1899       | Cincinnati tournament Cincinnati       |           | Dur (ext.)   | Juliette Atkinson Myrtle McAteer | Julia Doherty  | 6-1, 6-2, 6-3           |          |
| 2  | 1900       | Cincinnati tournament Cincinnati       |           | Dur (ext.)   | Myrtle McAteer Maud Banks        | Mardi Hunt     | 6-1, 6-0                |          |
| 3  | 1901       | Cincinnati tournament Cincinnati       |           | Dur (ext.)   | Juliette Atkinson Marion Jones   | Lilly Wilshire | 3-6, 7-9, 6-3, 9-7, 6-2 |          |
| 4  | 1902       | Cincinnati tournament Cincinnati       |           | Dur (ext.)   | Maud Banks Hallie Champlin       | Carrie Neely   | 6-2, 7-5                |          |
| 5  | 21/06/1902 | US National Championships Philadelphie | G. Chelem | Gazon (ext.) | Juliette Atkinson Marion Jones   | Maud Banks     | 6-2, 7-5                | Parcours |
| 6  | 1904       | Cincinnati tournament Cincinnati       |           | Dur (ext.)   | Myrtle McAteer Marie Wimer       | Carrie Neely   | 6-3, 6-4                |          |

## Parcours en Grand Chelem (partiel)
Si l’expression « Grand Chelem » désigne classiquement les quatre tournois les plus importants de l’histoire du tennis, elle n'est utilisée pour la première fois qu'en 1933, et n'acquiert la plénitude de son sens que peu à peu à partir des années 1950.

### En simple dames
| Année | - | - | Championnat de France | Championnat de France | Wimbledon | Wimbledon | US National   | US National  |
| 1902  | - | - | -                     | -                     | -         | -         | 1/4 de finale | Carrie Neely |

À droite du résultat, l’ultime adversaire.

### En double dames
| Année | - | - | Championnat de France | Championnat de France | Wimbledon | Wimbledon | US National       | US National              |
| 1902  | - | - | -                     | -                     | -         | -         | Finale Maud Banks | J. Atkinson Marion Jones |

Sous le résultat, la partenaire ; à droite, l’ultime équipe adverse.